# La Neptune
Pour les articles homonymes, voir Neptune.
La Neptune est une barque du Léman utilisée sur le lac Léman et destinée au transport des marchandises. Construite en 1904, elle est, avec La Vaudoise, un des derniers témoins de la navigation commerciale sur le Léman.
En 1900, le lac Léman comptait encore 60 barques en activité et La Neptune a servi jusqu'en 1969. 
Classée monument historique, elle a été entièrement restaurée en 2004. Elle navigue encore régulièrement sur le lac Léman, mais plus selon sa fonction d'origine.

## Histoire

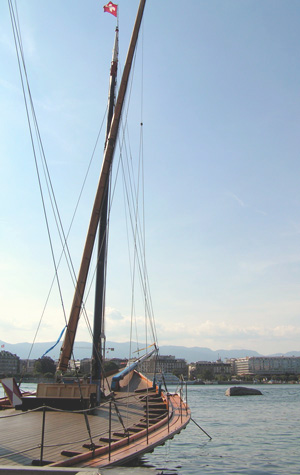
La barque La Neptune aux Eaux-Vives

### Transport de matériaux
Construite en 1904 à Locum sur la rive française du lac, La Neptune est destinée au transport de matériaux de construction pour la ville de Genève. 
La barque effectue des traversées du lac Léman pour aller chercher les pierres de Meillerie. La durée du trajet varie entre six et vingt-quatre heures. Elle charge également du gravier du Rhône, des matériaux de construction et du bois.
À partir de 1931 la barque est motorisée. Son exploitation commerciale se termine en 1969.

### Plaisance
En 1971 l'État de Genève rachète La Neptune et effectue une première restauration entre 1972 et 1976. Une fondation est créée pour assurer la conservation de cette barque.
Une deuxième restauration complète est faite en 2004-2005 sur le quai de Cologny. La quille d'origine en sapin blanc de 1904 est changée ainsi que toute la coque. Les essences utilisées sont le mélèze et le chêne.

## Caractéristiques

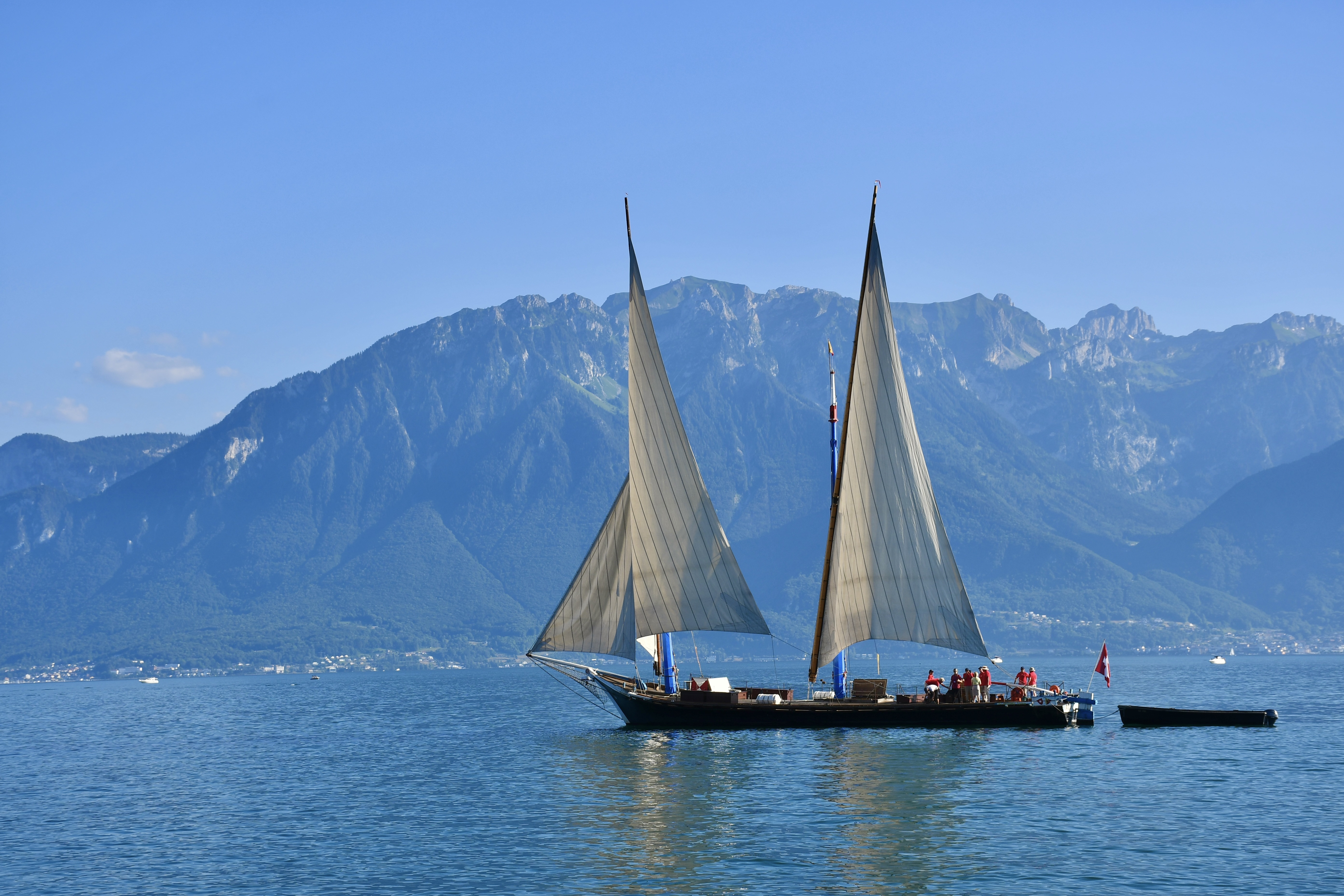
La Neptune lors de la douzième Fête des Vignerons.

Embarcation de grande dimension à voilure latine.
- Longueur : 27,30 mètres
- Largeur : 8,50 mètres
- Sommet des mâts : 30 mètres
- Charge utile : 120 tonnes
- Surface totale des voiles : 275 m2

## Divers
Une barque figure sur l'armorial de la commune vaudoise de Préverenges (d'azur à la Neptune d'argent).